# Nyctemera subvelatum
Nyctemera subvelatum là một loài bướm đêm thuộc phân họ Arctiinae, họ Erebidae.